# Вебмайстер
Вебмайстер (англ. Webmaster) — особа, відповідальна за ведення одного або декількох вебсайтів у Інтернеті.
Ця назва може поширюватися на авторів, адміністраторів сайтів, осіб відповідальних за інформаційне наповнення, координацію команди, яка працює над сайтом тощо. В обов'язки вебмайстра також може входити налаштування вебсерверу, CMS та e-commerce інших систем, на базі яких працює сайт. Також вебмайтри можуть бути відповідальними за просування сайтів у пошукових системах.
В епоху до масового поширення систем керування вебсайтами, вебмайстри повинні були володіти мовою HTML та базовими навичками програмування. З розвитком Інтернету, появою більших сайтів та ускладенням технологій відбулася спеціалізація вебмайстрів у різні професії.

## Поява і розвиток професії вебмайстер
Сам термін вперше з'явився в 1992 році в «Посібнику по стилю гіпертексту в онлайні» Тіма Бернерса-Лі. Було запропоновано вказувати його в поштовій адресі, по якому можна написати при виникненні помилок в роботі інтернет-ресурсу. Поступово слово стали використовувати для найменування роду діяльності із створення та супроводження сайтів.
Перші розробники і були вебмайстрами, так як повністю відповідали за функціонування ресурсу. Але проєкти ставали все складніші і популярніші, тому знадобився поділ обов'язків, а значить, і розвиток вузьких спеціальностей. Зворотній процес став можливий, коли розробка сайту стала доступна практично кожному, з'явилося безліч особистих проєктів.
З ростом популярності фріланс-послуг і створення інтернет-проєктів для особистого заробітку закономірно виріс інтерес до професії вебмайстра. Залучення таких широких фахівців розглядається роботодавцями як спосіб заощадити, а бажаючих оволодіти вміннями приваблює перспектива створення і монетизації власних проєктів і можливість піти в фріланс.
Якщо спочатку вебмайстри були самоучками, то пізніше стали з'являтися різні курси, тренінги, онлайн-школи, що допомагають освоїти потрібні навички.
Професія вебмайстер популярна настільки, що вже з'явилося неофіційне професійне свято, що відзначається 4 квітня. Дата символічна — збігається зі святкуванням Міжнародного дня Інтернету, до того ж 404 — код відповіді сервера неіснуючої сторінки.

## Навички, якими повинен володіти вебмайстер

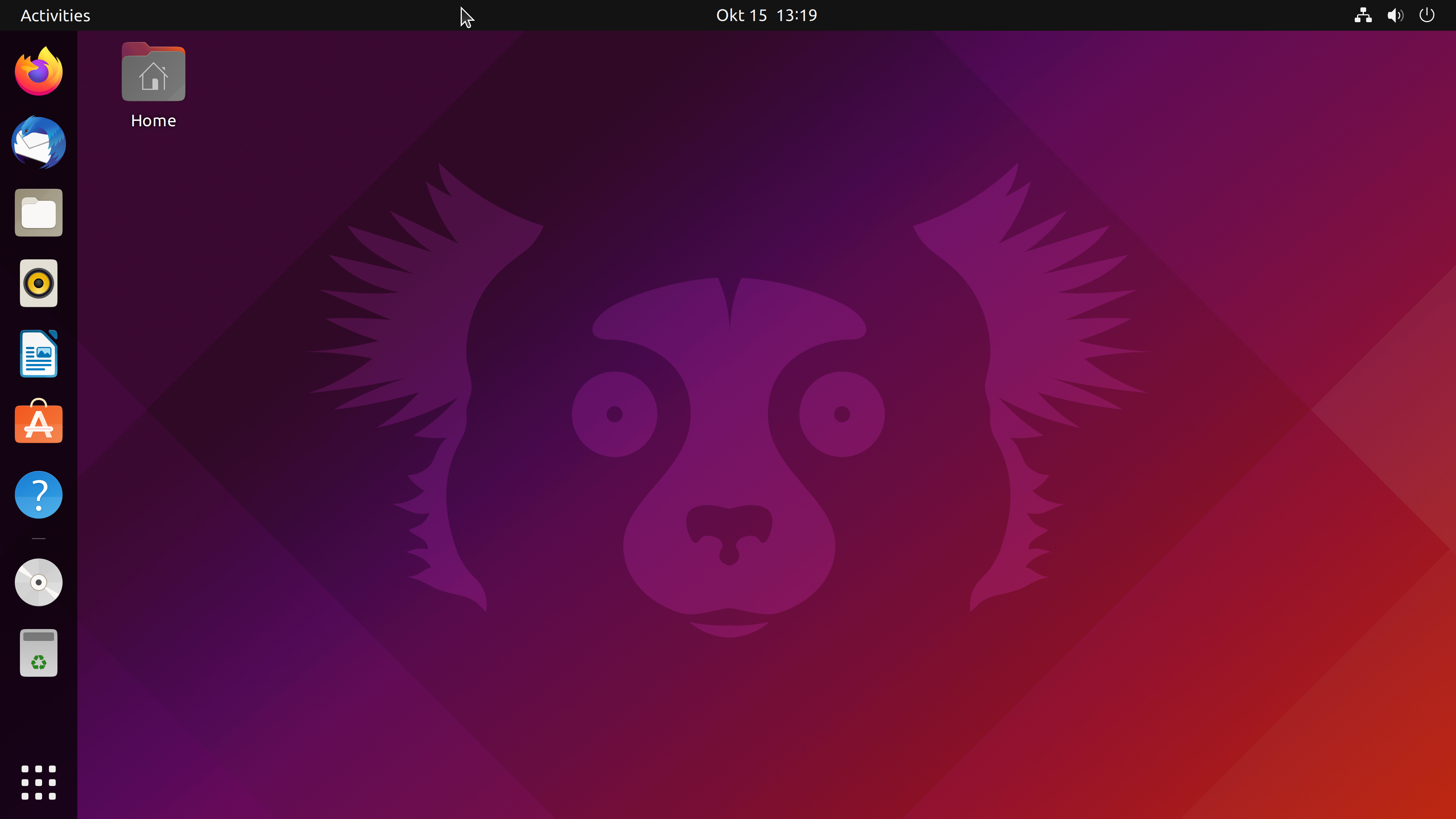
Linux

Щоб стати вебмайстром, доведеться добре освоїти вебпрограмування і хоча б поверхово суміжні області:
- впевнено знати мінімум одну мову вебпрограмування, а краще орієнтуватися у всіх найбільш поширених (PHP, JavaScript, Python);
- знати основи верстки (HTML, CSS) і вміти реалізувати їх на практиці;
- розуміти стандарти XML;
- вміти конфігурувати вебсервери (Apache, Nginx);
- володіти основами адміністрування (Linux, Windows);
- розуміти принцип роботи протоколів HTTP, HTTPS, FTP;
- вміти використовувати СУБД (MySQL, PostgreSQL, Oracle);
- мати базові уявлення про дизайн сайтів;
- володіти графічними редакторами хоча б на примітивному рівні;
- вміти вибудовувати логічну архітектуру проєкту;
- хоча б поверхово орієнтуватися в питаннях юзабіліті;
- розуміти принципи внутрішньої оптимізації під пошукові системи;
- мати базові знання в області інтернет-маркетингу.

Якщо вебмайстер працює з проєктами замовника, будуть потрібні ще й навички аккаунт-менеджера і менеджера проєктів, тому що ці ролі доведеться виконувати поряд з іншими.

## Етичний кодекс
Різні асоціації веб-майстрів мають узгоджені етичні кодекси, що являють собою стандарти поведінки, встановлені суспільством або професійною організацією, яких вони очікують від своїх членів. Цінності — це уявлення спільноти про те, що вона вважає бажаним, значущим і морально прийнятним. Цінності також слугують орієнтиром для судження та оцінки дій веб-майстрів. 
Етичні кодекси веб-майстрів включають такі цінності, як
- Поважати веб-сайти інших людей і ніколи не намагатися атакувати чи псувати веб-сайти інших веб-майстрів.
- Виявляти повагу до професії як до індустрії з чесністю та ввічливістю, щоб заслужити репутацію високоякісного сервісу та чесного ведення справ.
- Розширювати базу знань про професію шляхом постійного навчання та обміну цими знаннями з іншими колегами.
- Будувати постійні відносини довіри та доброзичливості з громадськістю та роботодавцями, проявляючи при цьому збалансованість, стриманість та конструктивну співпрацю.
- Поводитися максимально етично та компетентно при поданні заявки на професійні послуги або пошуку роботи, в міру своїх знань та доброчесності.
- Приймати свою частку відповідальності за конструктивне служіння громаді, державі чи нації та світовій спільноті.
- Захищати інтелектуальну власність інших, покладаючись на власні зусилля та інноваційні здібності, забезпечуючи таким чином, щоб вигоди отримував автор.
- Прагніть досягти і виражати щирий характер, який збагатить ваші людські контакти, завжди прагнучи до цього ідеалу.
- Завжди працюйте з командою розробників і координуйте цілі компанії.
- Переконайтеся, що ви керуєте оригінальністю вашого власного веб-сайту, оскільки це може додати цінності вашій компанії.
- Не використовуйте технічні знання в незрозумілих або негативних цілях.